# Expedició 49
L'Expedició 49 va ser la 49a estada de llarga durada a l'Estació Espacial Internacional.
Anatoli Ivanishin, Kathleen Rubins i Takuya Onishi van ser transferits de l'Expedició 48. L'Expedició 49 va començar a partir de la sortida de la Soiuz TMA-20M el 6 de setembre de 2016 i va arribar a la conclusió amb la sortida de la Soiuz MS-01 a l'octubre de 2016. La tripulació de la Soiuz MS-02 després transferit a l'Expedició 50.

## Tripulació
| Posició            | Primera Part (Setembre a octubre de 2016) | Segona Part (Octubre a novembre de 2016)     |
| ------------------ | ----------------------------------------- | -------------------------------------------- |
| Comandant          | Anatoli Ivanishin, RSA Segon vol espacial | Anatoli Ivanishin, RSA Segon vol espacial    |
| Enginyer del vol 1 | Kathleen Rubins, NASA Primer vol espacial | Kathleen Rubins, NASA Primer vol espacial    |
| Enginyer del vol 2 | Takuya Onishi, JAXA Primer vol espacial   | Takuya Onishi, JAXA Primer vol espacial      |
| Enginyer del vol 3 |                                           | Robert S. Kimbrough, NASA Segon vol espacial |
| Enginyer del vol 4 |                                           | Andrei Borisenko, RSA Segon vol espacial     |
| Enginyer del vol 5 |                                           | Sergey Ryzhikov, RSA Primer vol espacial     |